# Calvera
Calvera község (comune) Olaszország Basilicata régiójában, Potenza megyében.

## Fekvése
A megye déli részén fekszik, a Pollino Nemzeti Park területén. Határai: Teana, Carbone, Castronuovo di Sant’Andrea és San Chirico Raparo.

## Története
A települést a 10-11. században alapították görög szerzetesek. 

## Népessége
A népesség számának alakulása:

## Főbb látnivalói
- Palazzo Mazzilli
- Palazzo Martinese
- San Gaetano-kápolna